# Pseudosinella moldavica
Pseudosinella moldavica is een springstaartensoort uit de familie van de Entomobryidae. De wetenschappelijke naam van de soort is voor het eerst geldig gepubliceerd in 2002 door da Gama & Busmachiu.